# Fossielenvindplaats van Chengjiang

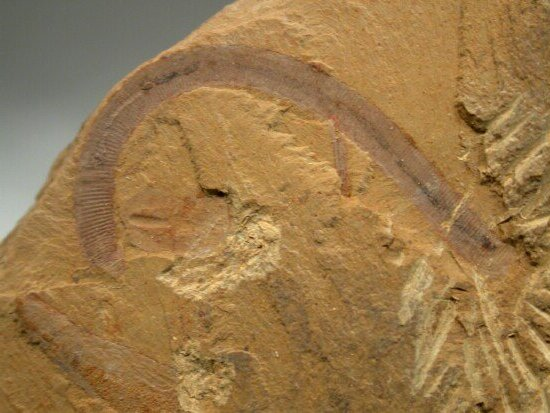
Maotianshania cylindrica

De Fossielenvindplaats van Chengjiang (Chinees: 澄江化石地, pinyin: chéngjiãnghuàshíde) is een vindplaats van fossielen van de biota van Chengjiang, uit het vroege Cambrium. De vindplaats ligt in het district Chengjiang, in de Chinese provincie Yunnan. De vindplaats is bij de in 2012 door UNESCO erkend als werelderfgoed. De oppervlakte van het beschermde gebied bedraagt 512 hectare. Er komen jaarlijks circa 5000 bezoekers (2012); voor langdurige bescherming van het gebied wordt een maximum van 40.000 bezoekers aangehouden.
De fossielen zijn levensvormen uit het vroege Cambrium, gevonden in lagen schalie van de Heilinpu-formatie. De schalie heeft een ouderdom van 518 miljoen jaar. De belangrijkste vondsten zijn gevonden rond de heuvel Maotian Shan. Omdat ook de zachte delen zijn gefossiliseerd is de vindplaats van groot belang voor onderzoek naar de vroege evolutie van dieren tijdens de Cambrische explosie.
De fossielen zijn in 1984 ontdekt en worden sindsdien intensief bestudeerd door paleontologen. De fossielen zijn ouder dan die van de Burgess Shale (Canada) en Emu Bay Shale (Australië). Veel geslachten van dieren zijn in al deze vindplaatsen aangetroffen, onder meer van de oudst bekende Chordata, waaronder twee soorten primitieve vissen. Een voorbeeld is Myllokunmingia.